# Complexo Vulcânico dos Rosais

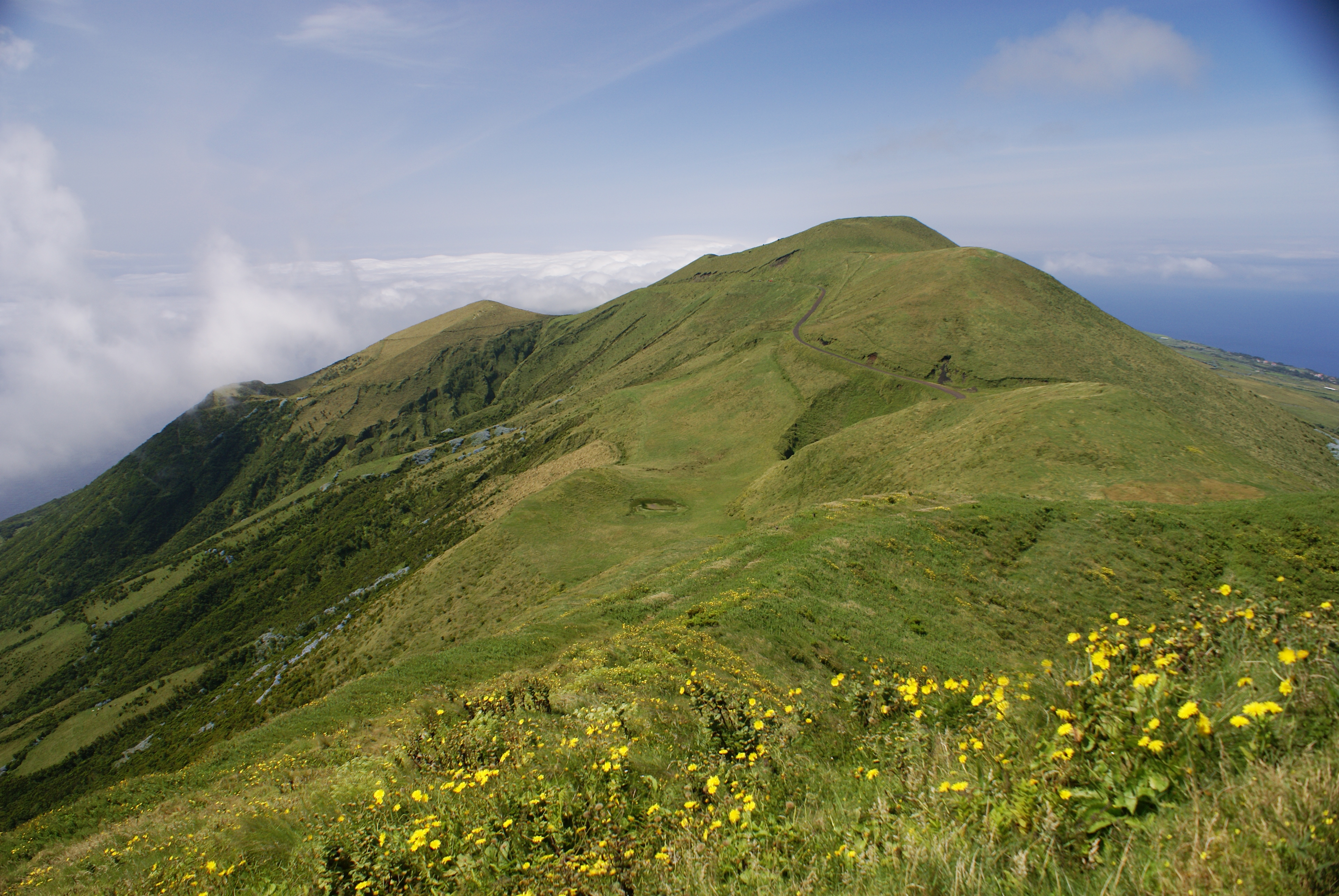
Montanhas da cordilheira central da ilha de São Jorge, vista do cimo do Pico da Esperança

O Complexo Vulcânico dos Rosais é uma formação vulcânica complexa que constitui a metade noroeste da ilha de São Jorge, Açores. À semelhança do Complexo Vulcânico do Topo, ilha de São Jorge e segundo a Revista de Estudos Açoreanos, Vol. X, Fasc. 1, página 64, de Dezembro de 2003. (“… Integra escoadas lávicas, predominantemente do tipo aa, basálticas e havaíticas. Os piroclastos, com  alteração  evidente, para além de constituírem cones estrombolianos, estão simultaneamente dispersos entre aqueles,   formando  depósitos de natureza indiferenciada com alguma expressão. Nenhuma relação directa é observável entre os materiais deste complexo e os do Topo, uma vez que estes estão subjacentes aos do C.V de Manadas (Madeira, 1998). O C. V. dos Rosais  apresenta, no entanto, boa representatividade no lado ocidental da ilha (Forjaz et ai., 1970;  Forjaz & Fernandes, 1970). …”)